# Curcuma montana
Curcuma montana är en enhjärtbladig växtart som beskrevs av William Roxburgh. Curcuma montana ingår i släktet Curcuma och familjen Zingiberaceae. Inga underarter finns listade i Catalogue of Life.